# Севрук, Доминик Доминикович
Домини́к Домини́кович Севру́к (2 июля 1908, Одесса — 14 сентября 1994, Москва) — советский конструктор, двигателист-ракетчик, доктор технических наук (1962), профессор.
Главный конструктор тактического ракетного комплекса 2К5 Коршун.

## Биография
Д. Д. Севрук родился 2 июля 1908 года в г. Одесса, в семье революционера-подпольщика. С 1923 по 1926 год — рабочий на предприятиях Минска.
В 1932 году успешно окончил Московский электромашиностроительный институт по специальности «инженер-электромашиностроитель», по 1933 год работал старшим инженером Авиаснаббазы Главного Управления авиационной промышленности в Москве. В 1933—1938 годы, в качестве руководителя электрофизической лаборатории Центрального Института авиационного моторостроения Народного Комиссариата Авиационной Промышленности СССР, занимался исследованиями рабочих процессов в авиамоторах.
15 июля 1938 года он был арестован и репрессирован. Отбывал наказание в колымском лагере, где из инженеров-заключённых была организована конструкторская группа во главе с Севруком. В конце 1940 года был переведён из системы «ГУЛаг» в ведение 4-го спецотдела НКВД, в феврале 1941 года прибыл в ОКБ-16 — ОКБ НКВД Казанского моторостроительного завода № 16 (с августа 1944 года — ОКБ-СД). Для продолжения исправительных работ был направлен в группу инженеров по разработке жидкостных ракетных двигателей (ЖРД), возглавляемую В. П. Глушко. Глушко поручил Севруку разработку электрической схемы управления работой ЖРД РД-1 и системы его зажигания.
В последние годы пребывания в Казани ОКБ состояло из 3 основных подразделений: конструкторского бюро, научно-исследовательской лаборатории и опытного производства; подразделения эти возглавлялись соответственно Г. С. Жирицким, Д. Д. Севруком (заместители главного конструктора) и Н. Н. Артамоновым. Вплоть до конца 1946 года ОКБ занималось созданием самолётных ЖРД. В 1945 году ряд сотрудников ОКБ был за успехи в решении сложных проблем ракетного двигателестроения награждён орденами: Глушко и Севруку вручили ордена Трудового Красного Знамени, С. П. Королёву, Г. С. Жирицкому, Н. Н. Артамонову, Г. Н. Листу и Н. С. Шнякину — ордена «Знак Почёта».
После окончания Великой Отечественной войны Д. Д. Севрук продолжал работать в области ракетного двигателестроения. Занимал должности Главного конструктора ОКБ № 3 НИИ-88 (1952—1958 гг.), заместителя Главного конструктора ОКБ-456 (1958—1962 гг.), заместителя Главного конструктора ОКБ «Заря» (1962—1965).
Похоронен в Московской области, г. Химки, на Новолужинском кладбище.